# Afghanische Wasserballnationalmannschaft

Logo der afghanischen Wasserballnationalmannschaft

Die afghanische Wasserballnationalmannschaft repräsentiert Afghanistan in internationalen Wasserball-Turnieren.

## Geschichte
Die Nationalmannschaft wurde 2008 vom amerikanischen Marine-Reservisten Jeremy Piasecki, welcher auch gleichzeitig der Trainer ist, gegründet, was sich als schwierig erwies, da viele Afghanen das Schwimmen nicht erlernen und es in Afghanistan sogar keinen einheitlichen Namen für Wasserball gibt. Zudem herrscht im Land Krieg, und es gibt lange Dürren und im Winter Kälteperioden. 
Das Team trainiert auf dem Stützpunkt der US-Marine in Kabul und besteht vor allem aus afghanischen Soldaten. Ein lang geplanter dreimonatiger Aufenthalt in Fallbrook, der Heimat des Trainers in Südkalifornien, wurde abgelehnt. Als Erklärung gab die Botschaft der Vereinigten Staaten in Kabul die Besorgnis, dass die Spieler in den USA bleiben, an.

## Kader
Dieser Nationalmannschaftskader basiert auf der Saison 2011/12:
| Geschl. | Name             | Geburtstag         | Geburtsort    |         |         |
| Spieler | Spieler          | Spieler            | Spieler       | Spieler | Spieler |
| ------- | ---------------- | ------------------ | ------------- | ------- | ------- |
|         | Ahmad Reshad     | 1993/94            | Balch         |         |         |
|         | Ahmad Jawad      | 1986/87            | Pandschschir  |         |         |
|         | Abdul Ahad       | 1995/96            | Kapisa        |         |         |
|         | Abo Moslum       | 1990               | Panjshir      |         |         |
|         | Ahmad Jawid      | 1991               | Nangarhar     |         |         |
|         | Ahmad Omid       | 1977               | Jozjan        |         |         |
|         | Firooz Khan      | 1987               | Pandschschir  |         |         |
|         | Hamid Rahimullah | 1988               | Laghman       |         |         |
|         | Mohammad Nasir   | 1987               | Kabul         |         |         |
|         | Nawid Ullah      | 1988               | Kabul         |         |         |
|         | Laila Habibi     | 1970               |               |         |         |
| Trainer |                  |                    |               |         |         |
|         | Jeremy Piasecki  | 21. September 1978 | New York City |         |         |